# Видавництво імені Чехова
«Видавництво імені Чехова» (англ. Chekhov Publishing House of the East European Fund, Inc.) — американське видавництво, яке здійснювало публікацію літературних, історичних, мемуарних і наукових творів, які не могли бути опубліковані в СРСР. Існувало в Нью-Йорку з 1952 по 1956 роки. У період існування видавництва в ньому було опубліковано 178 книг 129 авторів.

## Ключові фігури
Засновник видавництва — американський дипломат і дослідник Радянського Союзу Джордж Кеннан.
Директор видавництва — М. Р. Вреден.Головний редактор — Віра Александрова (В. А. Шварц). Голова Громадської ради — О. Л. Толстая. Програму діяльності видавництва склав М. О. Алданов.
«Видавництво імені Чехова» було створено як підрозділ «Східно-Європейського фонду», філії «Фонду Форда», що здійснював дослідницькі проекти на базі Колумбійського університету. Завдяки допомозі американської влади, після Другої світової війни був розроблений культурний проект допомоги російській еміграції першої та другої хвилі. Це входило в план ідеологічної боротьби проти комунізму і Радянського Союзу.
Видавництво публікувало в основному твори авторів-емігрантів, таких як І. Бунін, О. Реміз, В. Набоков, Б. Зайцев, В. Маклаков, Г. Федотов, М. Цвєтаєва і багатьох інших.
Через систематичну нестачу коштів у 1956 році «Видавництво імені Чехова» було змушене закритися.
У 1970-і роки новий видавець купив у колишніх власників право на назву і випускав книги під маркою «Видавництва імені Чехова».
У цей період були опубліковані художні та публіцистичні твори радянських дисидентів: А. Сахарова, Л. Чуковської, Н. Мандельштам, А. Якобсона та ін.
Повна колекція книг видавництва була подарована директору видавничого дому «Життя з Богом» в Брюсселі Ірині Посновой і, у складі архівної та документальної спадщини останнього, у 2000 році вступила до бібліотеки Бетті Амбівері при Центрі «Християнська Росія» (італ. Russia Cristiana) в Серіаті, Італія.